# Niko Bretschneider
Niko Bretschneider (* 10. August 1999 in Berlin) ist ein deutscher Fußballspieler.

## Karriere
Niko Bretschneider spielte in der Jugend unter anderem für Hertha BSC, Tennis Borussia Berlin und Hertha 03 Zehlendorf. Dort debütierte er im Herrenbereich zum Ende der Oberliga-Saison 2017/18 beim 6:1-Erfolg gegen den SV Grün-Weiß Brieselang. Anschließend wechselte Niko Bretschneider zu Hertha BSC II in die viertklassige Regionalliga Nordost. In zwei Jahren kam er dort zu 30 Spielen, in denen ihm ein Tor gelang. Nach zwei Jahren bei Hertha BSC verließ Niko Bretschneider Berlin und wechselte zum MSV Duisburg. Bei den Duisburgern debütierte Bretschneider beim 0:3-Erstrundenaus im DFB-Pokal gegen Borussia Dortmund. Zwei Wochen später gab Bretschneider seinen Einstand in der 3. Liga, als er beim 1:1 gegen den FSV Zwickau in der Nachspielzeit für Ahmet Engin eingewechselt wurde.
Nach zwei Jahren in Duisburg wechselte Bretschneider im Sommer 2022 in die lettische Virslīga zum FK Auda. Für den Erstligisten absolvierte er in den folgenden anderthalb Jahren 36 Ligaspiele und erzielte dabei einen Treffer. In der Saison 2022 gewann er mit dem Verein den nationalen Pokal durch einen 1:0-Finalsieg über den FK RFS. Anschließend kam er in zwei Partien der UEFA Europa Conference League gegen Spartak Trnava aus der Slowakei zum Einsatz. Im Januar 2024 gab dann Energie Cottbus aus der heimischen Regionalliga Nordost die Verpflichtung des Verteidigers bekannt.
Im Sommer 2025 wechselte er zum 1. FC Saarbrücken.

## Erfolge
- Lettischer Pokalsieger: 2022